# Тутиченко, Дмитрий Павлович
Дмитрий Павлович Тутиченко (укр. Дмитро Павлович Тутиченко; 5 марта 1970, Измаил, Одесская область, Украинская ССР, СССР) — советский и украинский футболист, который играл на позициях полузащитника и нападающего.

## Биография
Воспитанник ДЮСШ (Измаил). Первый тренер — А. Литовченко. Профессиональную карьеру начинал в клубе «Ешлик», который был переименован в «Согдиану». С 1991 по 1993 год играл за СКА из Одессы. С 1993 по 1995 год выступал за тернопольскую «Ниву». В 1996 году перешёл в «Уралан». В 1998 году играл за «Днепр» (Днепропетровск). В 1999 году снова перешёл в «Уралан» — и оба раза вместе с Павлом Яковенко. В Высшем российской дивизионе дебютировал 3 апреля 1999 года в выездном матче 1-го тура против «Зенита». Летом 2000 года перешёл в липецкий «Металлург» где и завершил свою карьеру.